# Gnamptogenys rustica
Gnamptogenys rustica é uma espécie de formiga do gênero Gnamptogenys.